# Щербатих Ольга Костянтинівна
Ольга Костянтинівна Щербатих (нар. 2 травня 1988) — українська гімнастка. Учасниця літніх Олімпійських іграх 2004 року. Срібна призерка чемпіонату Європи 2006 року. Вона також брала участь у чемпіонатах світу, включаючи фінал Кубка світу з художньої гімнастики 2008 року в Мадриді, Іспанія.